# Ruprecht của Đức
Ruprecht xứ Pfalz (tiếng Đức: Ruprecht von der Pfalz; 5 tháng 5 năm 1352 – 18 tháng 5 năm 1410), đôi khi được gọi là Robert xứ Pfalz, một thành viên của Nhà Wittelsbach, là Tuyển đế hầu xứ Pfalz từ năm 1398 (với tên gọi Ruprecht III) và Vua nước Đức từ năm 1400 cho đến khi qua đời.